# 里索那信託銀行
理索納信託銀行株式會社（りそな信託銀行株式会社，英文表記：Resona Trust & Banking Co., Ltd.）是日本已結業的銀行，理索納控股的信託銀行。總部位在東京都千代田區。2009年，被理索納銀行吸収合併。

## 外部連結
- 理索納信託銀行 （页面存档备份，存于）（日語）